# Винчайте, Лариса Прановна
Лариса Прановна Винчайте (лит. Larisa Prano Vinčaitė; род. 14 февраля 1948, Клайпеда) — советская баскетболистка, разыгрывающая. Чемпионка мира 1971 года.

## Биография
Лариса Винчайте родилась 14 февраля 1948 года в городе Клайпеда (сейчас в Литве).
В 1963—1973 годах играла в баскетбол за вильнюсский «Кибиркштис». В его составе трижды выигрывала бронзовые медали женского чемпионата СССР (1969, 1971—1972), четырежды становилась чемпионкой Литовской ССР (1968, 1970—1972). В 1968—1973 годах была спортивным инструктуром спортобщества «Жальгирис».
В 1965 и 1967 годах в составе сборной СССР выигрывала золотые медали чемпионата Европы среди юниорок.
В 1966—1972 годах выступала за женскую сборную СССР, в 1967—1971 годах — за женскую сборную Литовской ССР (41 матч, 255 очков).
В 1971 году в составе женской сборной СССР завоевала золотую медаль чемпионата мира в Бразилии. Провела 6 матчей, набрала 31 очко (10 в матче со сборной Японии, 8 — с Кубой, 6 — с Канадой, 5 — с Аргентиной, 2 — с Францией).
Завершила игровую карьеру в 1973 году.
В 1976 году окончила факультет торговли Вильнюсского университета. 
В 1973—2004 годах работала главным экономистом предприятия «Компроект» в Вильнюсе, в 2004—2009 годах — бухгалтером фирмы «Алидаде».
Мастер спорта СССР международного класса (1971).